# 美國第四軍團
美國第四軍團（英語：Fourth United States Army）是美國陸軍的軍團，第二次世界大戰期間駐紮在美國本土，負責防守西海岸，1971年7月被併入美國第五軍團。
1984年至1991年間，第四軍團駐紮在伊利諾州謝里丹堡，管理陸軍預備役和陸軍國民警衛隊。